# یواس‌اس انادو (اس‌پی-۴۵۵)
یواس‌اس انادو (اس‌پی-۴۵۵) (به انگلیسی: USS Anado (SP-455)) یک کشتی بود که طول آن ۷۰ فوت (۲۱ متر) بود. این کشتی در سال ۱۹۱۷ ساخته شد.